# Jonathan Guilmette
Jonathan Guilmette (* 18. August 1978 in Montréal, Québec) ist ein ehemaliger kanadischer Shorttracker.
Jonathan Guilmette begann mit dem Eislaufsport im Alter von 6 Jahren. Er lebt und trainiert in seiner Geburtsstadt Montréal. Er lief für den Club Pointe-aux-Trembles und wurde von Olympiasieger Derrick Campbell trainiert. Bevor er 1997 in Kanadas Shorttrack-Nationalteam aufstieg, startete er recht erfolgreich bei Juniorenwettkämpfen, unter anderem wurde er bei den Weltmeisterschaften der Junioren 1995 Weltmeister über die 1500-Meter-Distanz und 1997 Zweiter über 500 Meter. Im Weltcup debütierte er 1999. Im selben Jahr wurde er erstmals kanadischer Meister. Diesen Erfolg konnte er 2001 und 2004 wiederholen. Bei Weltmeisterschaften konnte er verschiedene Medaillen gewinnen, unter anderem Gold mit der Staffel im Jahr 2006 oder 2004 eine Silbermedaille im Einzel über 1500 Meter. 2004 wurde er Kanadas männlicher Läufer des Jahres. Über die 3000-Meter-Distanz hält Guilmette die kanadische Bestmarke. 
Bei den Olympischen Spielen 1998 war er nur Ersatzmann. Erstmals aktiv bei Olympia nahm er an den Spielen von 2002 teil. Mit der Staffel erliefen sich die Kanadier Gold und über 500 Meter errang Guilmette die Silbermedaille. Bei den Spielen in Turin 2006 kam mit dem zweiten Platz in der Staffel seine dritte Olympiamedaille hinzu.
Nach seiner Karriere wurde er Trainer beim Montreal International Skating Club.